# NAD(P)H-Dehydrogenase
Die NAD(P)H-Dehydrogenase ist ein in Pflanzen vorkommendes Enzym der Atmungskette.

## Eigenschaften
Die NAD(P)H-Dehydrogenase katalysiert folgende Reaktion, unter anderem im Steroidstoffwechsel:
NAD(P)H + H+ + Chinon {\displaystyle \rightleftharpoons } NAD(P)+ + Hydrochinon
Die 4 Substrate der NAD(P)H-Dehydrogenase sind NADH, NADPH, H+, und Chinon, die 3 Produkte sind NAD+, NADP+ und Hydrochinon. Sie kann alternativ zur NADH-Dehydrogenase (Komplex I) verwendet werden. Als Cofaktor wird FAD verwendet. Die NAD(P)H-Dehydrogenase gehört zu den Oxidoreduktasen, darunter zu den NAD(P)H:Chinon-Oxidoreduktasen. Andere Namen der NAD(P)H-Dehydrogenase sind unter anderem Menadionreduktase, Phyllochinonreduktase, Chinonreduktase, DT-Diaphorase, Azoreduktase, Flavoprotein NAD(P)H-Chinonreduktase, Menadionoxidoreduktase, NAD(P)H-Menadionreduktase, NAD(P)H-Chinondehydrogenase, NAD(P)H-Chinonoxidoreduktase, NAD(P)H:(quinone-acceptor)oxidoreduktase, Naphthochinonreduktase, p-Benzochinonreduktase, viologen accepting pyridine nucleotide oxidoreductase, Vitamin-K-Reduktase, Diaphorase, NQO1 und QR1.

## Funktion
Ähnlich wie Komplex I der Atmungskette oxidiert die NAD(P)H-Dehydrogenase NADH + H+ zu NAD+. Im Unterschied dazu kann sie allerdings auch NADPH oxidieren und pumpt bei der Redoxreaktion keine Protonen in den Intermembranraum. Das Enzym ist, wenn vorhanden, peripher auf beiden Seiten der inneren Mitochondrienmembran verankert und überträgt die Elektronen vom Reduktionspartner (NAD(P)H) auf Ubichinon (Q) das infolgedessen zu Ubichinol (QH2) reduziert wird.

## Inhibitoren
Dicumarol hemmt die Reaktion. Im Gegensatz zum Komplex I ist die NAD(P)H-Dehydrogenase Rotenon-Insensitiv, das heißt Rotenon hemmt die NAD(P)H-Dehydrogenase nicht. Dies ist wichtig, weil manche höheren Pflanzen (z. B. Barbasco) Rotenon als Sekundärstoff herstellen.